# Werkschau
Eine Werkschau gibt das Gesamtwerk (Œuvre) eines Künstlers jedweder Couleur wieder. Dabei wird eine Übersicht über dessen Schaffen (Werk) vermittelt.
Sie kann bei Künstlern der bildenden Kunst in Ausstellungen oder bei Literaten in einer Bibliographie vermittelt werden.
Die bildende Kunst bezeichnet ein Gesamtwerk auch als Opus. Bei Komponisten ist die Werkschau das Werkverzeichnis. Der Begriff Werkschau wird sehr häufig von Gestaltungs- und Designhochschulen für deren Jahres- oder Semesterausstellung verwendet.